# 28P/Neujmin
28P/Neujmin, o Neujmin 1, è una cometa periodica del Sistema solare, appartenente alla famiglia delle comete gioviane, scoperta il 3 settembre 1913 da Grigorij Nikolaevič Neujmin dall'osservatorio di Simeiz, in Crimea.
La scoperta avvenne durante una campagna fotografica di ricerca di asteroidi, circa due settimane dopo il passaggio della cometa al perielio, in una fase di avvicinamento alla Terra. Tuttavia la natura cometaria non fu riconosciuta se non alcuni giorni dopo.
La cometa presenta un'attività modesta, caratterizzata dall'apparizione al perielio di una chioma e di una coda molto deboli. Questo comportamento è stata individuato da A'Hearn et al. come caratteristico di oggetti provenienti dalla Fascia di Kuiper. È stato stimato che solo 0,52 km² della sua superficie siano attivi, ovvero meno dello 0,1% del totale. Presenta un periodo di rotazione di 12,75 ore.
H. Campins et al. hanno misurato per la cometa un'albedo ed un spettro simili a quelli degli asteroidi troiani di Giove. Questo dato è a sostegno dell'ipotesi di cattura degli asteroidi troiani avanzata da Morbidelli et al., che prevede formazione ed ambiente di evoluzione analoghi per gli asteroidi troiani e le comete della famiglia di Giove.